# لیبوشه شورمووا
لیبوشه شورمووا (چکی: Libuše Švormová؛ زادهٔ ۲۳ اوت ۱۹۳۵) بازیگر اهل جمهوری چک است.
از فیلم‌ها یا برنامه‌های تلویزیونی که وی در آن نقش داشته‌است می‌توان به آدلا هنوز شام نخورده و خیابان اشاره کرد.